# ماهی سرخ دریایی

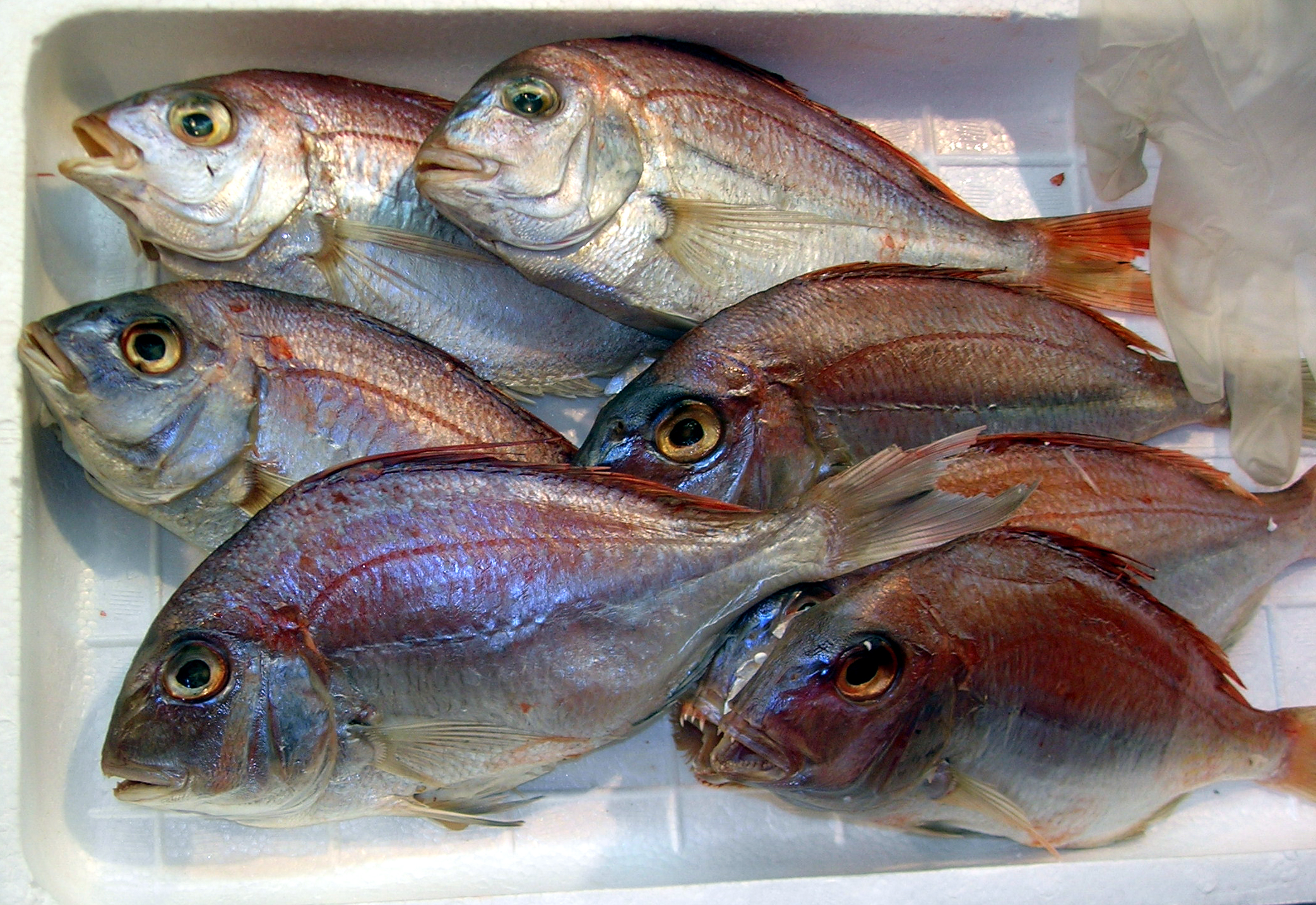

ماهی سرخ دریایی (انگلیسی: Red seabream) نامی است که حداقل به دو گونه ماهی از خانواده شانک‌ماهیان داده شده‌است.
به زبان ژاپنی تای نامیده می‌شود و یکی از عناصر سوشی است.